# Aurus Senat
L'Aurus Senat (in russo Аурус Сенат?) è un'autovettura sviluppata dalla NAMI di Mosca, in Russia. La limousine è spinta da un motore 4.4 litri V8 sviluppato da NAMI e Porsche. È l'auto presidenziale della Russia. L'origine è la Senat del 2013.
La Aurus Senat è parte della serie Kortež, che include una berlina, un minivan e un off-road. La Senat è stata esposta al Salone dell'automobile di Mosca nel settembre 2018.
Le auto serie Kortež (in russo: Единая модульная платформа, ЕМП?) sono pensate per l'esportazione in Medio Oriente e in Cina dal 2018. Una variante civile della Senat verrà costruita dalla Sollers. Il prezzo al pubblico dovrebbe aggirarsi sui 10 milioni di Rubli (160.000 $).